# Tefta Tashko Koço
Tefta Tashko Koço (ur. 2 listopada 1910, zm. 22 grudnia 1947) – albańska wokalistka, sopran, siostra działacza komunistycznego Koço Tashko.

## Życiorys
Córka Thanasa i Eleni z d. Zografi. Jej rodzina pochodziła ze wsi Frashër k. Korczy i pod koniec wieku XIX przeniosła się do Egiptu. Kiedy Tefta miała 11 lat, umarł jej ojciec, a rodzina powróciła do kraju i zamieszkała w Korczy. 26 czerwca 1926 po raz pierwszy wystąpiła publicznie w Korczy, śpiewając pieśni ludowe. W 1927 r. wyjechała wraz z matką Eleni i bratem Aleko do Montpellier, gdzie ukończyła średnią szkołę muzyczną. W szkole dostrzeżono jej ogromny talent wokalny. Mimo problemów finansowych rodziny udało się jej uzyskać stypendium w Conservatoire National de Musique et de Déclamation w Paryżu, w którym studiowała w latach 1931-1933. Uczyła się tam pod kierunkiem Jeana Sere i Leo Bermandiego. Do Albanii przyjechała 26 listopada 1935 roku i wystąpiła na jednym koncercie w Korczy, dzięki któremu stała się jedną z najbardziej rozpoznawanych artystek w ówczesnej Albanii. Dla Tefty Tashko oznaczało to początek bardzo intensywnych występów w największych miastach kraju. Chęć posłuchania najsłynniejszej pieśniarki w repertuarze albańskim była znacznie większa niż możliwości techniczne organizacji takich koncertów. Artystka występowała w salach nieprzygotowanych do takich występów, zaś władze państwowe ignorowały problem, odmawiając budowy sal koncertowych. W czasie jednego z koncertów w Elbasanie sama artystka musiała szukać odpowiedniej sali i pianina, aby zgromadzona publiczność mogła wysłuchać jej koncertu. W koncertach towarzyszył jej pianista – początkowo Tonin Guaraziu, a potem Lola Aleksi (Gjoka).
Z końca lat trzydziestych pochodzą prawdopodobnie pierwsze nagrania fonograficzne utworów Tefty Tashko. W repertuarze artystki znajdowały się pieśni z różnych regionów Albanii – do najlepszych jej wykonań zaliczano takie pieśni jak "Kroi i fshatit tone", "Dola ne penxhere" czy "Zare trendafile". W roku 1937 poznała pieśniarza Kristo Koço (baryton), który właśnie przyjechał do kraju swoich przodków. Pobrali się w roku 1940, a rok później wyjechali do Mediolanu, gdzie nagrywali w profesjonalnych studiach fonograficznych albańskie pieśni ludowe. W tym okresie zaliczyła też kilka występów we włoskich operach (La Traviata, Cyrulik Sewilski). W czasie pobytu we Włoszech wyraźnie pogorszył się stan zdrowia pieśniarki, szczególnie po urodzeniu syna Eno. Po wyzwoleniu Albanii, w roku 1944 T. Tashko powróciła do kraju dając serię koncertów i występując w albańskim radiu. Poświęciła się także pracy pedagogicznej, organizując zajęcia ze śpiewu w Liceum Artystycznym Jordan Misja, utworzonym w Tiranie. W 1946 z uwagi na chorobę przestała występować. Mimo wyjazdu na leczenie do ZSRR jej stan zdrowia nie uległ poprawie i zmarła mając zaledwie 37 lat. Przyczyną śmierci była choroba nowotworowa.

## Pamięć o artystce

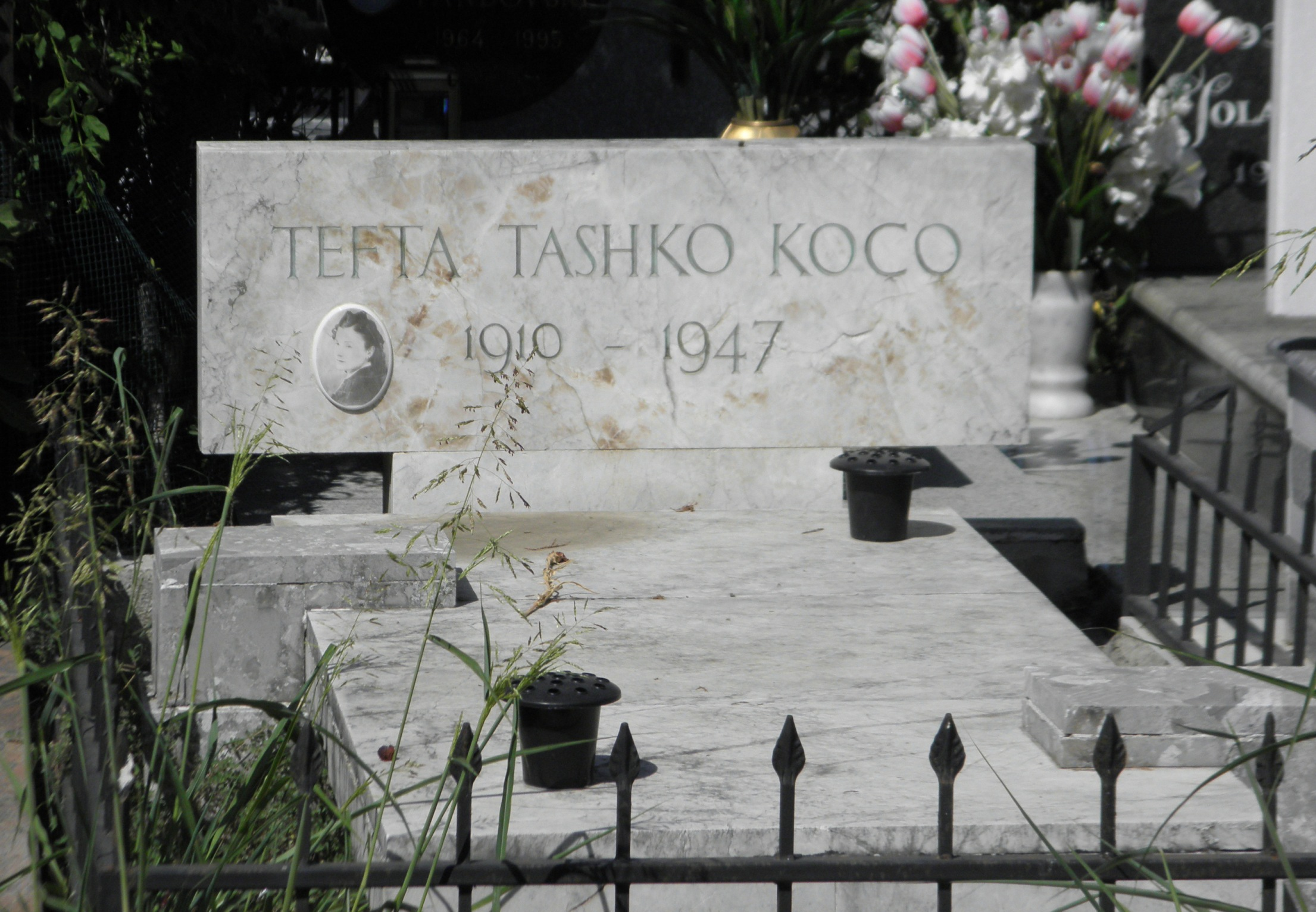
Grób Tefty Tashko na cmentarzu Sharre (Tirana)

Pośmiertnie otrzymała tytuł Artist i Popullit (Artysty Ludu). W 1973 r. powstał film dokumentalny na podstawie zachowanych nagrań archiwalnych – Këndon Tefta Tashko Koço (Śpiewa Tefta Tashko Koço), w reż. Marianthi Qemo-Xhako. W 60 rocznicę jej śmierci odbył się w Korczy koncert poświęcony pamięci T. Tashko, z udziałem czołówki albańskich wokalistów.
Imię Tefty Tashko noszą ulice w Tiranie, Szkodrze, Bilisht, Kamzie, Korczy i w Prizrenie.